# Kaner
Kaner és un petit estat tributari protegit a l'agència de Kathiawar, presidència de Bombai.
Està format per un sol poble a uns 5 km al nord-oest de Lakhapadar. La població el 1881 era de 248 habitants i els ingressos estimats (1876) de 200 lliures. Pagava un tribut de 19 lliures al Gaikwar de Baroda.